# 圣卢西亚 (奇里基省)
圣卢西亚是巴拿马奇里基省雷梅迪奥斯区的一个城市。 该市面积为25.3平方（9.8平方英里），2010年时人口为492，故其人口密度为19.4名居民每平方（50名居民每平方英里）。圣卢西亚设立于1997年3月7日。2000年时该市人口为533人。